# Naar bed met Irene
Naar bed met Irene is een Nederlands televisieprogramma dat wordt uitgezonden door SBS6. De presentatie ligt in handen van Irene Moors. Het programma wordt sinds november 2016 elke zaterdagavond uitgezonden, van 23.05 tot 00.05 uur. Vanaf seizoen twee wordt het elke zaterdagavond van 21.30 tot 22.30 uur uitgezonden.

## Opzet

### Format
Elke aflevering ontvangt Moors een bekende hoofdgast die ze als eerste vraag voorschotelt: "Wil je met me naar bed?" Vervolgens praat ze met de gast over carrière, plannen en de actualiteit, terwijl er verschillende bekende gasten als verrassing langs komen voor de hoofdgast. Richting het einde van het programma ruilen Moors en de hoofdgast de stoelen om voor een bed. Terwijl ze samen in bed liggen komt er een artiest een liedje zingen dat voor de hoofdgast een speciale betekenis heeft. Daarmee sluit het programma af.
De aflevering met Paul de Leeuw was de enige aflevering waar Moors en de hoofdgast vanaf het begin van het programma al in bed liggen. Dit op verzoek van De Leeuw, die zich tijdens de opnamen uit ging kleden en de halve uitzending naakt in bed heeft gelegen.
Het programma wordt met een publiek opgenomen in een studio in Hilversum. Dit publiek ligt zelf de hele aflevering vanuit verschillende bedden mee te kijken.

### Liveshows
Het was oorspronkelijk de bedoeling dat het programma geheel live zou worden opgenomen. Echter bij de derde aflevering met Tjitske Reidinga werd er een uitzondering gemaakt en werd het programma in de middag opgenomen, dit kwam doordat Reidinga op die avond in het theater stond. Bij de vierde aflevering met Gert Verhulst werd door omstandigheden het programma ook niet live opgenomen. Hierna is door de productie besloten het programma voortaan van tevoren op te nemen.

## Afleveringen

### Seizoen 1
Het eerste seizoen van het programma werd uitgezonden tot begin december 2016. Door de aankomende feestdagen is toen besluiten het seizoen verder uit te zenden rond halverwege januari 2017.
| Afl. | Datum            | Gast             | Kijkcijfers     |
| ---- | ---------------- | ---------------- | --------------- |
| 1    | 19 november 2016 | Jan Kooijman     | 360.000 kijkers |
| 2    | 26 november 2016 | Katja Schuurman  | 348.000 kijkers |
| 3    | 3 december 2016  | Tjitske Reidinga | 294.000 kijkers |
| 4    | 10 december 2016 | Gert Verhulst    | 277.000 kijkers |
| 5    | 21 januari 2017  | André Hazes jr.  | 418.000 kijkers |
| 6    | 28 januari 2017  | Guido Weijers    | 339.000 kijkers |
| 7    | 4 februari 2017  | Patty Brard      | 369.000 kijkers |
| 8    | 11 februari 2017 | Frans Bauer      | 469.000 kijkers |

### Seizoen 2
In maart 2017 werd door Moors bekendgemaakt dat het programma ondanks tegenvallende kijkcijfers toch terug zou keren voor een nieuw seizoen. Het tweede seizoen werd aanvankelijk in het najaar van 2017 verwacht maar startte eind april 2018 op de televisie.
| Afl. | Datum         | Gast               | Kijkcijfers     |
| ---- | ------------- | ------------------ | --------------- |
| 1    | 21 april 2018 | Brigitte Kaandorp  | 207.000 kijkers |
| 2    | 28 april 2018 | Gerard Joling      | 274.000 kijkers |
| 3    | 5 mei 2018    | O'G3NE             | 280.000 kijkers |
| 4    | 12 mei 2018   | Sonja Bakker       | 203.000 kijkers |
| 5    | 19 mei 2018   | Paul de Leeuw      | 385.000 kijkers |
| 6    | 26 mei 2018   | Carlo Boszhard     | 237.000 kijkers |
| 7    | 2 juni 2018   | Angela Groothuizen | 326.000 kijkers |
| 8    | 9 juni 2018   | Nick Schilder      | 345.000 kijkers |